# Мануел Пуиг
Мануел Пуиг (28. децембар 1932 — Куернавака, 22. јул 1990) био је аргентински писац.

### Романи
- 1968: La traición de Rita Hayworth
- 1969: Boquitas pintadas
- 1973: The Buenos Aires Affair
- 1976: El beso de la mujer araña
- 1979: Pubis angelical
- 1980: Maldición eterna a quien lea estas páginas
- 1982: Sangre de amor correspondido
- 1988: Cae la noche tropical

### Представе и сценарији
- 1983: Bajo un manto de estrellas
- 1983: El beso de la mujer araña
- 1985: La cara del villano
- 1985: Recuerdo de Tijuana
- 1991: Vivaldi: A Screenplay
- 1997: El misterio del ramo de rosas
- 1997: La tajada; Gardel, uma lembranca